# Katolikon

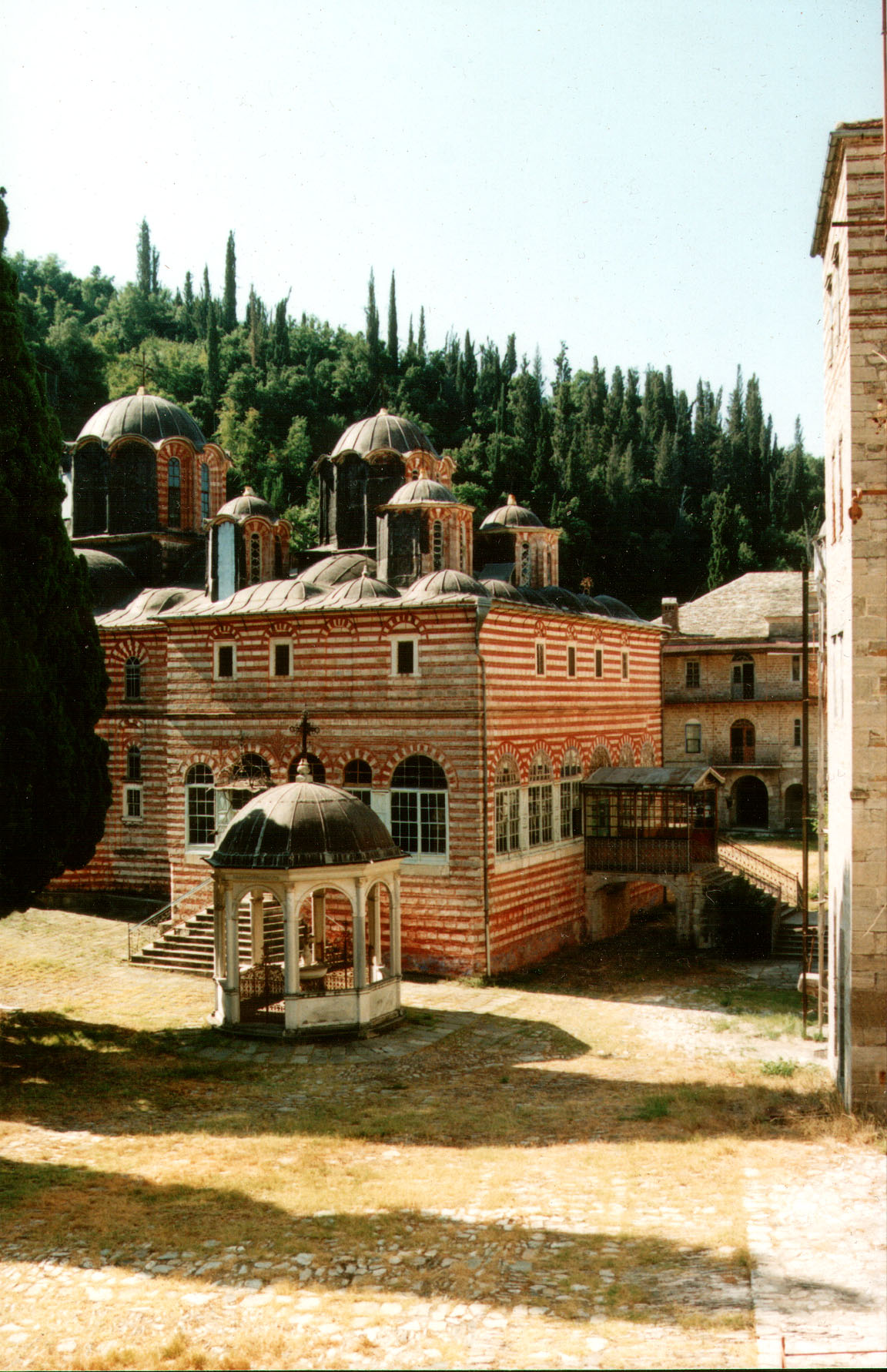
Katolikon w monastyrze Zografu na górze Athos

Katolikon (gr. καθολικόν) – główna świątynia (kościół lub kaplica) monastyru w średniowiecznej Grecji.
W greckich monastyrach znajdowało się zazwyczaj kilka świątyń. Dla wyróżnienia świątyni wiodącej nazywano ją katolikonem. Zazwyczaj jej patronem był patron całego monastyru. Termin „katolikon” nie był używany w Bizancjum. W okresie późnobizantyjskim termin ten stosowano dla określenia głównej świątyni eparchii.